# Craig Morton
Larry Craig Morton (* 5. Februar 1943 in Flint, Michigan, USA), Spitzname: „The Ghost“, ist ein ehemaliger US-amerikanischer American-Football-Spieler. Er spielte in der National Football League (NFL) bei den Dallas Cowboys, den New York Giants und den Denver Broncos als Quarterback.

## Spielerlaufbahn

### Collegekarriere
Craig Morton studierte von 1962 bis 1964 an der University of California. Am College spielte er für die „California Golden Bears“ als Quarterback Football.
Morton war in allen drei Spieljahren der Starting-Quarterback der Mannschaft. In seinem letzten Studienjahr wurde er aufgrund seiner sportlichen Leistungen zum All-American gewählt.

### Profikarriere
Morton wurde im Jahr 1965 von den Dallas Cowboys in der ersten Runde an fünfter Stelle gedraftet. Auch die Oakland Raiders aus der American Football League (AFL) zeigten an Morton Interesse und zogen ihn in der 10. Runde an 75. Stelle der AFL-Draft. Morton unterschrieb einen Profivertrag bei den von Tom Landry trainierten Mannschaft aus Dallas. Landry setzte Morton als Backup von Quarterback Don Meredith eingesetzt. Erst nachdem sich Meredith nach der Saison 1968 zur Ruhe gesetzt hatte, kam Morton als Starter zum Einsatz. Gleich in seiner ersten Saison als Stammspieler führte er seine Mannschaft in die Play-offs, wo man aber in der ersten Runde an den Cleveland Browns scheiterte. Auch 1970 zog er mit der Mannschaft in die Play-offs. Nach einem 5:0-Sieg über die Detroit Lions, einem 17:10-Sieg über die San Francisco 49ers im NFC Championship Game stand Morton mit seinem Team im Super Bowl. Gegner der Cowboys waren die von Don McCafferty trainierten Baltimore Colts, die sich gegen die Cowboys im Super Bowl V mit 16:13 durchsetzen konnten. Während  Morton in der Regular Season noch eine ansprechende Leistung zeigte, waren seine Leistungen in der Endrunde wenig überzeugend. Lediglich 23 seiner 66 Pässe wurden gefangen, seinen zwei Touchdowns standen vier Interceptions gegenüber.
Im Jahr 1969 verpflichteten die Cowboys mit Roger Staubach einen jungen Nachwuchsquarterback, der sich zunächst nicht gegen Morton durchsetzen konnte. Morton gewann allerdings im Jahr 1971 lediglich eins von vier Spielen und Staubach löst ihn daraufhin als Starting-Quarterback ab. Er führte das Team in das NFC-Championship Game gegen die San Francisco und nach einem 14:3-Sieg über die Mannschaft aus Kalifornien in den Super Bowl VI gegen die Miami Dolphins. Die Mannschaft von Trainer Don Shula musste sich in dem Spiel den Cowboys mit 24:3 geschlagen geben. In der Saison 1972 konnte Morton nach einer schweren Schulterverletzung von Staubach seine angestammte Position im Laufe der Saison wieder einnehmen. Er führte die Cowboys erneut in die Play-offs wurde aber in der Endrunde wieder von Staubach ersetzt. Craig Morton wechselte im Laufe der Saison 1974 zu den New York Giants. Bis 1976 war er der Stammquarterback der Mannschaft aus New York City.
1977 wurde Morton von den Denver Broncos verpflichtet. Er nahm unter Trainer Red Miller sofort die Rolle des Starting-Quarterbacks ein. Nach einer Saison mit zwölf Siegen bei zwei Niederlagen konnte Morton mit dem Team aus Denver in die Play-offs einziehen. Nach einem 34:21-Sieg über die von Chuck Noll betreuten Pittsburgh Steelers im Divisional-Play-off-Spiel, gewann er mit seiner Mannschaft das AFC Championship Game gegen die Oakland Raiders mit 20:17. In beiden Spielen hatte Morton jeweils zwei Touchdowns erzielen können.  Im Super Bowl XIII trafen die Broncos dann auf die Cowboys. Morton hatte einen schlechten Tag erwischt, warf vier Interceptions und hatte damit maßgeblichen Anteil an der 27:10-Niederlage seiner Mannschaft. In den Jahren 1978 und 1979 führte Morton seine Mannschaft noch einmal in die Play-off-Runde, wo man aber immer in der ersten Runde ausschied. Ein Titelgewinn gelang ihm bis zur Beendigung seiner Laufbahn im Jahr 1982 nicht mehr.

## Nach der Laufbahn
Craig Morton ist Teilhaber eines Restaurants in San Francisco.

## Ehrungen
Craig Morton wurde einmal zum All-Pro gewählt. Die Denver Broncos ehren ihn im Invesco Field at Mile High auf dem Denver Broncos Ring of Fame. Er ist Mitglied in der College Football Hall of Fame, in der Bay Area Sports Hall of Fame und in der San Jose Sports Hall of Fame.